# 埃烏格斯特貝格山
47°16′27″N 8°29′14″E / 47.274029°N 8.487329°E

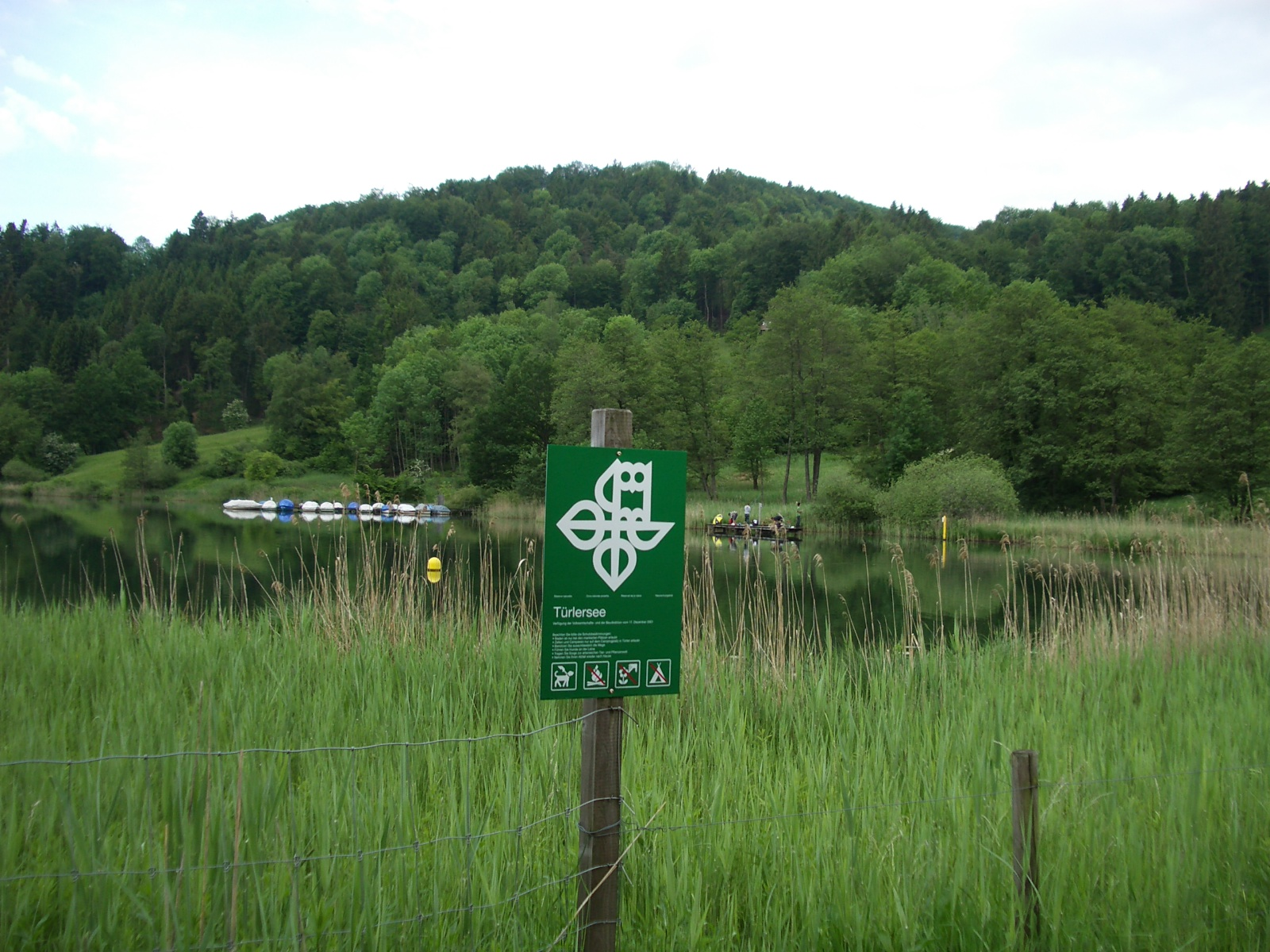

埃烏格斯特貝格山（Aeugsterberg），是瑞士的山峰，位於該國北部，由蘇黎世州負責管轄，屬於阿爾比斯山脈的一部分，海拔高度829米，每年平均降雨量1,869毫米。